# Cuauhtémoc, Zacatecas
Cuauhtémoc là một đô thị thuộc bang Zacatecas, México. Năm 2005, dân số của đô thị này là 11272 người.